# Megisba
Megisba is een geslacht van vlinders van de familie van de Lycaenidae, uit de onderfamilie van de Polyommatinae. De soorten van dit geslacht komen voor in het Oriëntaals gebied en het Australaziatisch gebied.

## Soorten
- M. malaya (Horsfield, 1828)
- M. strongyle (C. Felder, 1860)